# Revanche de femme

Revanche de femme (Write & Wrong) est un téléfilm américain réalisé par Graeme Clifford, produit par Kirstie Alley et diffusé le 3 juin 2007 sur Lifetime.

## Synopsis
Birdy Langdon, 50 ans, est une scénariste bien connue à Hollywood. Mais depuis quelque temps, ses scénarios n'intéressent plus les studios. L'industrie cinématographique souhaite favoriser l'émergence de jeunes talents. Lorsqu'un de ses scripts est de nouveau refusé, Birdie a une idée : elle demande à son neveu, Jason, d'être son prête-nom. Ce jeune et séduisant vendeur de voitures est doté d'un aplomb phénoménal. Et Jason accepte, en effet, avec enthousiasme. Se prenant au jeu, il parvient à faire accepter un script à Andrea Davis, importante productrice travaillant pour un studio. Mais il ignore que Birdie est la meilleure amie d'Andrea…

## Fiche technique
- Réalisation : Graeme Clifford
- Scénario : George Beckerman
- Productrice : Kirstie Alley[2]
- Société de production : Jaffe/Braunstein Films
- Durée : 89 minutes
- Diffusion
  - États-Unis : Lifetime
  - France : TF1
  - Belgique : La Une

## Distribution
- Kirstie Alley (VF : Isabelle Leprince) : Birdy Langdon[2]
- Eric Christian Olsen (VF: Alexandre Gillet) : Jason « Kruegger » Langdon
- Stacy Grant (VF : Anne Massoteau) : Andrea Davis
- Peter Cockett (VF : Bernard Lanneau) : Ray McDeere
- Britt Irvin (VF : Léa Gabriele) : Stacy Herskowitz
- Rob LaBelle (sv) (VF : Denis Boileau) : Steven Brooks

## Accueil
Le téléfilm a été vu par environ 2,6 millions de téléspectateurs lors de sa première diffusion.